# Monocyt
En monocyt är en vit blodkropp som finns i blodet och ingår i immunförsvaret som skydd mot patogener, de förflyttar sig snabbt (ca 8–10 timmar) till den infekterade vävnaden. Monocyter utgör 4–8 % av de vita blodkropparna och mognar utifrån monoblaster i benmärgen och färdas därefter i blodomloppet i cirka en till tre dagar. Därefter utvecklas de till makrofager, "stor-ätare" av skadad vävnad, döda celler samt till viss del bakterier i vävnaden.
Vid körtelfeber (mononukleos) har man en stor ansamling av monocyter i lymfkörtlarna.